# Euphorbia wakefieldii
Euphorbia wakefieldii es una especie de planta suculenta de la familia de las euforbiáceas. Es originaria de Kenia y posiblemente Tanzania.

## Descripción
Es un árbol suculento, el más conocido de una población confinada a los acantilados de coral y piedra caliza.

## Taxonomía
Euphorbia wakefieldii fue descrita por Nicholas Edward Brown y publicado en Flora of Tropical Africa 6(1): 583. 1912.
Etimología
Ver: Euphorbia
wakefieldii: epíteto otorgado en honor de la naturalista Elsie Maud Wakefield.